# سعادين البحر
تعد قرود-البحر نوعا هجينا من أنواع القريدس المحلي- وهي مجموعة من القشريات تخضع لحالة السبات. تصنف قرود البحر علمياً على أنها  أرتيميا NYOS(علم محيط مدينة نيويورك)، في حين يُصنف القريدس على أنه من القشريات المحلية. تباع قرود البحر على شكل مجاميع تفقيس لاستخدامها كحيوانات زينة في أحواض الأسماك، وتم تطويرها في الولايات المتحدة عام 1957، إذ كانت تعتبر في تلك المرحلة أحد أصناف القريدس. وبواسطة هارلود فون براونهوت تم تسويق المنتج على نطاق واسع، وخصوصاً في الكتب المصورة، ولا تزال حتى ألان حاضرة في الثقافة الشعبية.

## تاريخها
أصبحت مزارع النمل ذات شعبية في عام 1956 على يد ميليتون ليفين. ومن ثم ابتكر هارلود فون براونهوت منتجه الذي يعتمد على القريدس المحلي في السنة التي تليها. لقد تعاون فون براونهوت مع عالم الأحياء البحرية الدكتور أنتوني داجوستينو لتطوير مزيج ملائم من المواد الغذائية والكيميائية بحالة جافة والتي من الممكن إضافتها إلى مياه الصنبور الاعتيادية لإنشاء بيئة ملائمة للقريدس للنمو. وقد تم منح فون براونهوت براءة الاختراع عن ذلك المنتج في4  يوليو من عام 1972.
لقد كانت تعرف بالبداية تحت مسمى «الحياة الفورية» وتباع بمقابل 0.49$، ولكن لاحقاً قام فون براونهوت بتغير الاسم إلى «قرود البحر» في عام 1962. كان الاسم الجديد مبنياً على أساس بيئتها ذات المياه المالحة، بالإضافة إلى تشابه ذيول تلك الحيوانات مع ذيول القردة.
تم التسويق لقرود البحر في بادئ الأمر من خلال الكتب المصورة في فترة ما بين الستينيات وحتى أوائل السبعينيات من القرن العشرين،  وذلك من خلال استخدام الرسوم التوضيحية من قبل الرسام الهزلي جو أورلاندو. وقد كانت تلك الرسوم على شكل حيوانات شبيهة بالبشر لا تمت بأي صلة للقشريات. أصيب العديد من المشتريين بخيبة أمل بسبب اختلاف الشكل وقصر فترة حياة تلك الحيوانات. وحيال ذلك صرح فون براونهوت قائلاً «اعتقد بأنني قمت بشراء ما يقارب 3.2 مليون صفحة إعلانات في الكتب المصورة سنوياً، ذلك كان فعالاً بشكل كبير».

## الاستخدام
تبدأ عملية أنشاء المستعمرة من خلال إضافة محتويات المغلف «مُرشح المياه» إلى حوض من الماء. يحتوي هذا المغلف على ملح ومكيف ماء وبعض بيوض القريدس. وبعد 24 ساعة سيتفاعل كل هذا مع محتويات المغلف الآخر «بيوض فورية العيش»، والذي يحتوي على المزيد من البيوض، خميرة، صودا، بوراكس، ملح، إضافة إلى بعض المواد الغذائية والاصباغ أحيانا. ثم بعد فترة قصيرة ستفقس قرود البحر من البيوض التي كانت في مُرشح المياه. يضاف «غذاء النمو» والذي يحتوي على الخميرة والأسبيرولينا كل بضعة أيام. ان أفضل درجة حرارة للتفقيس هي بين 24–27 °C درجة (75–81 °F).

## البيولوجيا

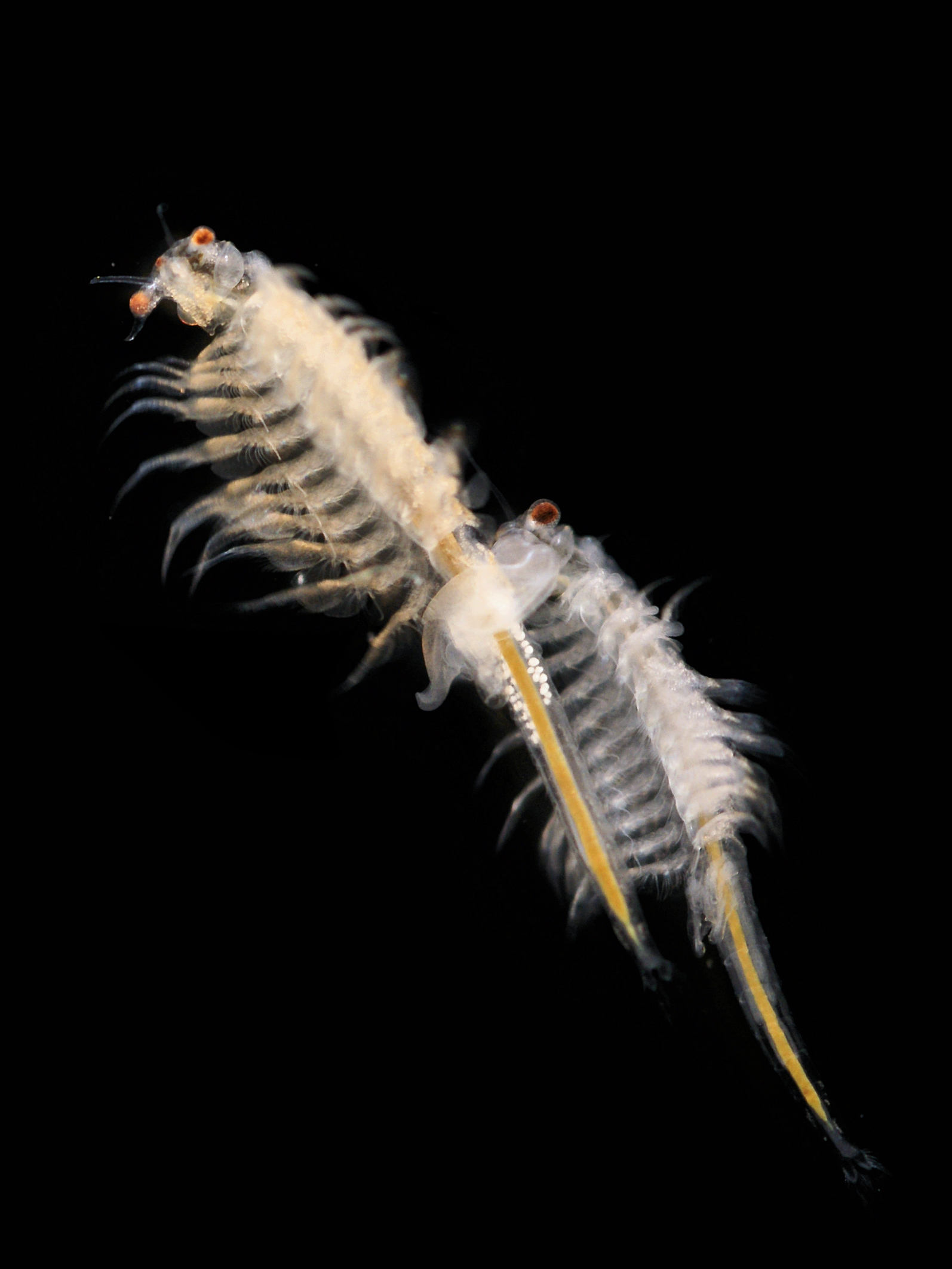
أثنان من قرود البحر

أن الحيوانات المباعة تحت مسمى قرود البحر هي حيوانات متكاثرة بشكل صناعي تصنف على أنها  أرتيميا NYOS، تكونت عن طريق تهجين أنواع مختلفة من القريدس المحلي. تعيش قرود البحر لفترة أطول وتنمو بشكل أكبر مقارنة بالقريدس المحلي الاعتيادي.  تخضع هذه الكائنات لحالة السبات أو ما يسمى بالحياة الخفية، وهي الحالة التي يبدو فيها الكائن عديم الحياة مما يسمح لها بالنجاة في فترات الجفاف المؤقتة في البرك التي تعيش فيها.
لقد قام رائد الفضاء جون غلين بأخذ قرود البحر إلى الفضاء في 29 أكتوبر 1998 على متن مكوك الاستكشاف الفضائي خلال المهمة رقم  STS-95. وبعد قضاء تسعة أيام في الفضاء، عادت هذه القرود إلى الأرض، ومن ثم فقست بعد ثمانية أيام دون أن تتأثر بالرحلة الفضائية. وعلى أية حال، لاحقا في تجربة على متن أبولو 16 وأبولو  17، سافرت البيوض (جنباً إلى جنب في حالة سبات مع كائنات بيولوجية أخرى مثل الجراثيم والبذور والأكياس) إلى القمر ومن ثم عادت، حيث تعرضت إلى كم هائل من الأشعة الكونية، إذ أظهرت بيوض القريدس حساسية كبيرة تجاه تلك الاشعة. وكنتيجة لذلك لم يتمكن سوى 10% من الأجنة الموجودة في تلك البيوض المتعرضة للإشعاع من النجاة والنمو حتى مرحلة البلوغ. وكانت أكثر الطفرات الوراثية التي تم العثور عليها في مراحل تطور البيض المتعرض للإشعاع، هي تشوهات البطن والتشوهات الحاصلة في الزعانف وتشوهات العين.